# Kostel svatého Linharta (Březenec)
Římskokatolický hřbitovní kostel svatého Linharta stával v Březenci u Jirkova v okrese Chomutov. Býval filiálním kostelem v jirkovské farnosti.

## Historie
Březenecký kostel pochází ze druhé poloviny čtrnáctého století. Z roku 1363 se dochovala zmínka o bratrech Janovi a Hukovi z Alamsdorfu, kteří v kostele nechali zřídit oltář svatého Erazima. Původně gotický kostel byl v období 1749–1769 upraven v barokním slohu a v průběhu devatenáctého století několikrát opravován. V sedmdesátých letech dvacátého století byl kostel označován za zchátralý, ale ve špatném stavu byla jen střecha. Plánovala se jeho rekonstrukce, ale roku 1982 byla zrušena památková ochrana, a kostel byl ještě v témže roce 1982 odstřelen, aby nepřekážel rozhledu řidičů na přilehlé komunikaci.

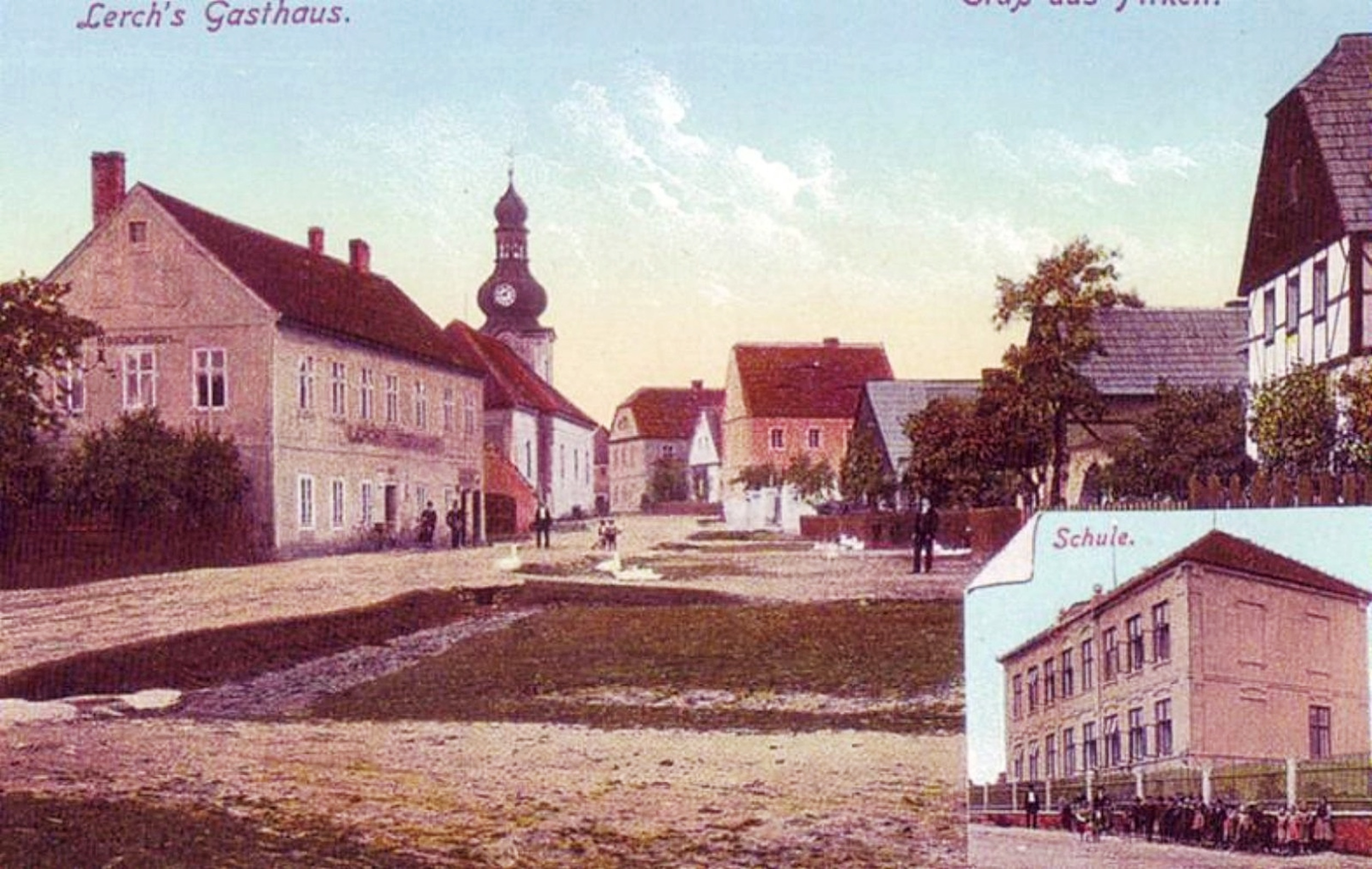
Březenec na pohlednici z přelomu 19. a 20. století

První a druhou neděli po svátku svatého Linharta se ke kostelu konaly poutě. Koncem osmnáctého století byla zrušena březenecká farnost, a kostel se stal filiálním v jirkovském děkanství. Na místě nepotřebné fary byla postavena školní budova.

## Stavební podoba

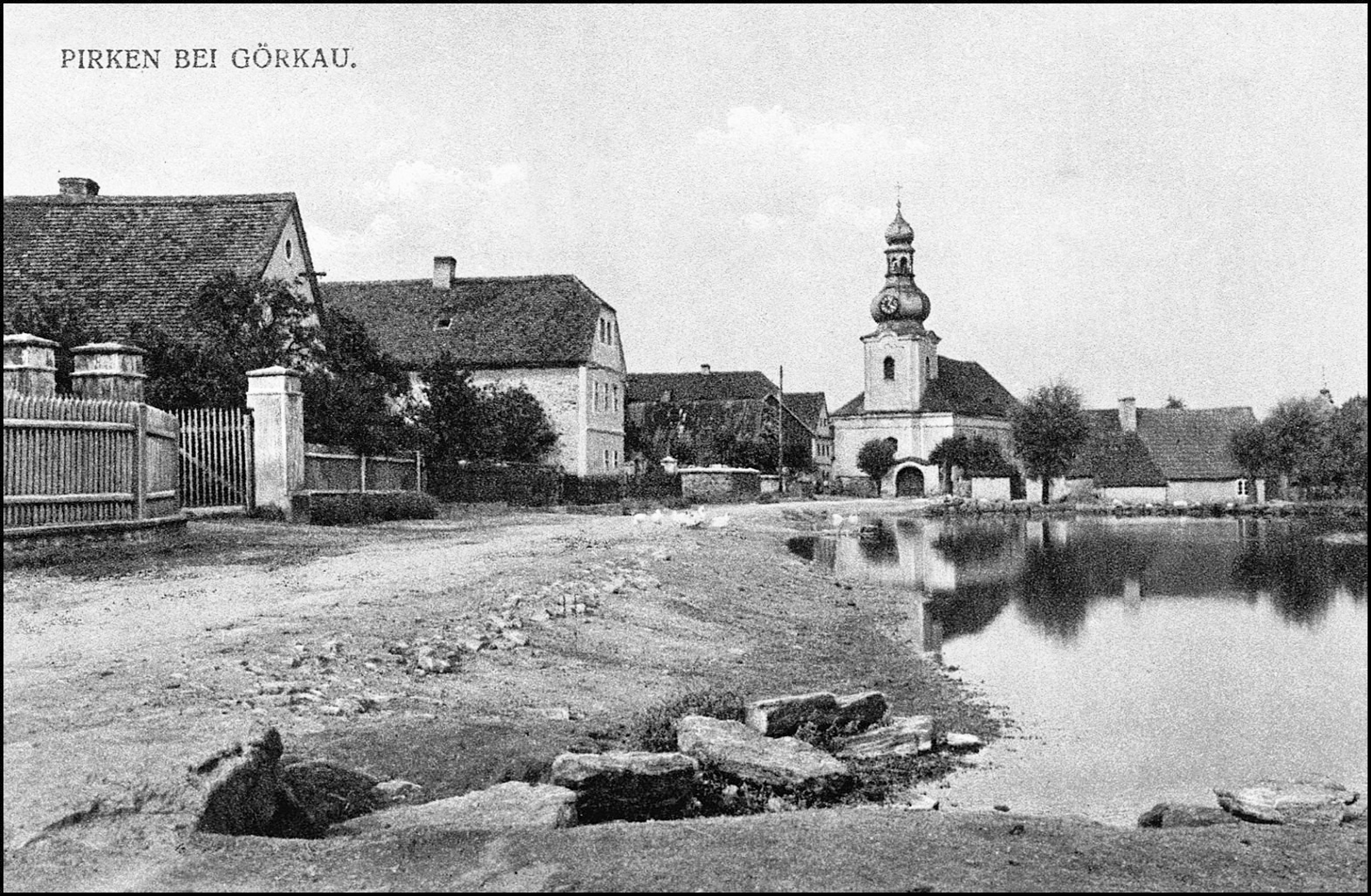
Ves Březenec s kostelem

Jednolodní kostel měl obdélný půdorys a pravoúhlý presbytář napojený na loď bez vítězného oblouku. Vnější stěny byly členěné lizénovými rámci a nad západním průčelím stála vtažená hranolová věž. Na protější straně na presbytář v ose navazovala sakristie sklenutá plackovou klenbou. V lodi bývala kruchta na dvou pilířích a třech polokruhových arkádách.

## Zařízení
Hlavní oltář ze druhé poloviny osmnáctého století tvořila tumbovitá mensa, svatostánek a zasklená skříň s gotickou sochou svatého Linharta z doby okolo roku 1510. Boční portálový oltář zasvěcený svatému Antonínu Paduánskému zdobil obraz světce z poloviny osmnáctého století ve vyřezávaném rokajovém rámu a sochy svatého Floriána a svatého Víta. Druhý boční oltář byl zasvěcen Neposkvrněnému početí Panny Marie. Mladší vybavení tvořily rokoková kazatelna se sochou svatého Salvátora a zpovědnice. Z doby okolo roku 1520 pocházel krucifix z okruhu Ulricha Creutze a socha svatého Šebestiána. Ještě starší byla polychromovaná dřevěná socha Madony z poloviny čtrnáctého století, která byla později vystavena v chomutovském muzeu. Z roku 1587 pocházela renesanční pískovcová křtitelnice s dříkem a palmetovou kupou s nápisem.